# Volvocisporiaceae
Volvocisporiaceae är en familj av svampar. Volvocisporiaceae ingår i ordningen Microstromatales, klassen Exobasidiomycetes, divisionen basidiesvampar och riket svampar.
|                   | Quambalariaceae                  |
|                   |                                  |
|                   | Microstromataceae                |
|                   |                                  |
| Volvocisporiaceae | \| \| Volvocisporium \| \| \| \| |
|                   | \| \| Volvocisporium \| \| \| \| |
|                   | Volvocisporium                   |
|                   |                                  |

|  | Volvocisporium |
|  |                |